# توني جاكسون (ملحن)
توني جاكسون (بالإنجليزية: Tony Jackson)‏ هو كاتب أغاني وملحن وعازف بيانو ومغني أمريكي، ولد في 5 يونيو 1876 في نيو أورلينز في الولايات المتحدة، وتوفي في 20 أبريل 1921 في إلينوي في الولايات المتحدة.

## وصلات خارجية
- توني جاكسون على موقع ميوزك برينز (الإنجليزية)
- توني جاكسون على موقع ديسكوغز (الإنجليزية)